# Судники (Мядельський район)
Судники (біл. вёска Суднікі) — село в складі Мядельського району Мінської області, Білорусь. Село підпорядковане Слобідзькій сільській раді, розташоване в північній частині області.